# جون بول (لاعب كرة قدم بريطاني)
جون بول (بالإنجليزية: John Poole)‏ (12 ديسمبر 1932 في المملكة المتحدة - 2020) هو لاعب كرة قدم بريطاني في مركز حراسة المرمى. لعب مع بورت فايل وستوك سيتي وماكليسفيلد تاون.